# Zéralda
Zéralda es un municipio (baladiyah) de la provincia o valiato de Argel en Argelia. En abril de 2008 tenía una población censada de 51 552 habitantes.
Se encuentra ubicado en el centro-norte del país, junto a la costa del mar Mediterráneo y la ciudad capital del país.

## Celebridades
- Aquí falleció Abdelaziz Buteflika.